# Michelbach (Gerolstein)
Michelbach ist der südlichste Stadtteil sowie ein Ortsbezirk der Stadt Gerolstein in der gleichnamigen Verbandsgemeinde im Landkreis Vulkaneifel von Rheinland-Pfalz.

## Geographie
Der Stadtteil Michelbach liegt in waldreicher Umgebung etwa sieben Kilometer südlich der Kernstadt Gerolstein am gleichnamigen Bach, der ein Seitental der Kyll bildet.
Zum Ortsbezirk Michelbach gehört auch der Wohnplatz Forsthaus Grindelborn.
Nachbarorte sind der Gerolsteiner Stadtteil Büscheich im Norden, sowie die Ortsgemeinden Wallenborn im Südosten, Salm im Süden und Birresborn im Südwesten.

## Geschichte
Michelbach wird erstmals 1352 erwähnt, als Arnold I. von Gerolstein seinige dortigen Güter dem Trierer Kurfürsten, Erzbischof Balduin übereignet und als Lehen zurückerhält.
Nach der Inbesitznahme des Linken Rheinufers durch französische Revolutionstruppen gehörte der Ort von 1798 bis 1814 zum Saardepartement. Nach der Niederlage Napoleons kam Michelbach 1815 aufgrund der auf dem Wiener Kongress getroffenen Vereinbarungen zum Königreich Preußen. Das Dorf wurde der Bürgermeisterei Gerolstein im Kreis Daun zugeordnet, der 1822 Teil der neu gebildeten Rheinprovinz wurde.
Nach dem Ersten Weltkrieg gehörte das gesamte Gebiet zum französischen Teil der Alliierten Rheinlandbesetzung. Nach dem Zweiten Weltkrieg wurde Michelbach innerhalb der französischen Besatzungszone Teil des damals neu gebildeten Landes Rheinland-Pfalz.
Am 1. Dezember 1973 wurde die bis dahin eigenständige Ortsgemeinde Michelbach mit zu diesem Zeitpunkt 102 Einwohnern nach Gerolstein eingemeindet.

## Politik
Michelbach ist gemäß Hauptsatzung einer von neun Ortsbezirken der Stadt Gerolstein. Er umfasst das Gebiet der ehemaligen Gemeinde. Der Ortsbezirk wird politisch von einem Ortsbeirat und einem Ortsvorsteher vertreten.
Der Ortsbeirat besteht aus drei Mitgliedern, die bei der Kommunalwahl am 9. Juni 2024 in einer Mehrheitswahl gewählt wurden, und dem ehrenamtlichen Ortsvorsteher als Vorsitzendem.
Martin Adrian wurde am 13. August 2024 Ortsvorsteher von Michelbach. Bei der Direktwahl am 9. Juni 2024 war er als einziger Bewerber mit einem Stimmenanteil von 85,9 % für fünf Jahre gewählt worden.
Adrians Vorgängerin Elsbeth Mandok hatte das Amt am 15. Juni 2022 übernommen und am 26. Januar 2024 im Zusammenhang mit einer geplanten Flüchtlingsunterkunft in einem ehemaligen Hotel niedergelegt. Ihr Vorgänger Alfred Mertes hatte das Amt wegen seines Wegzugs zum 15. April 2022 aufgeben müssen. Übernommen hatte er es 2014, nachdem er sich bei der Kommunalwahl gegen seinen Amtsvorgänger Josef Rauen (Ortsvorsteher seit 2007) durchgesetzt hatte.

## Kultur und Sehenswürdigkeiten
In der Denkmalliste des Landes Rheinland-Pfalz (Stand: 2021) werden folgende Kulturdenkmäler genannt:
- Katholische Filialkirche St. Stephan, dreiachsiger Saalbau (bezeichnet 1781), Michelbacher Str. 9
- Zwei Wohnhäuser aus dem 18. und 19. Jahrhundert
- Ein Wegekreuz aus der 1. Hälfte des 17. Jahrhunderts

## Wirtschaft und Infrastruktur
Die durch Michelbach führende Kreisstraße 29 führt in nordöstliche Richtung zur Landesstraße 29 Büscheich – Salm und in südwestliche Richtung nach Birresborn.